# Sinh nhẹ cân
Sinh nhẹ cân / cân nặng khi sinh thấp (Low birth weight / LBW) được Tổ chức Y tế Thế giới nhận định là cân nặng khi sinh của trẻ sơ sinh là 2.499 g hoặc ít hơn, bất kể tuổi thai. Các danh mục con bao gồm cân nặng khi sinh rất thấp (VLBW), nhỏ hơn 1500g và cân nặng khi sinh cực thấp (ELBW), ít hơn 1000 g. Trọng lượng bình thường khi sinh nở đúng kỳ hạn là 2500 - 4200 g.

## Nguyên nhân
Nguyên nhân trẻ sinh nhẹ cân thường được xác định là trẻ dưới 37 tuần tuổi thai (sinh non thời gian trong bụng mẹ chưa đủ trẻ phát triển hoàn thiện đầy đủ), trẻ sơ sinh nhỏ so với tuổi thai (nghĩa là tốc độ tăng trưởng trước khi sinh chậm) hoặc kết hợp của cả hai nguyên nhân này.
Nhìn chung, các yếu tố nguy cơ ở người mẹ có thể gây ra cân nặng khi sinh nhẹ cân bao gồm tuổi trẻ, đa thai, trẻ LBW trước đó, dinh dưỡng kém, bệnh tim hoặc cao huyết áp, bệnh celiac không được điều trị, nghiện ma túy, lạm dụng rượu và chăm sóc trước khi sinh không đủ. Các yếu tố rủi ro môi trường bao gồm hút thuốc, tiếp xúc với chì và các loại ô nhiễm không khí khác.

### Sinh non
Bốn lý do khác nhau đã được xác định có thể dẫn đến sinh non và có bằng chứng đáng kể: kích hoạt nội tiết thai nhi sớm, quá tải tử cung, chảy máu màng rụng và viêm / nhiễm trùng tử cung. Từ một điểm thực tế, một số yếu tố đã được xác định có liên quan đến sinh non.Tuy nhiên, các lý do này không trực tiếp dẫn đến việc sinh non.

### Trẻ sơ sinh trong độ tuổi thai
Trẻ sơ sinh trong độ tuổi thai có thể nhỏ về mặt hiến pháp, không có quá trình bệnh lý tiềm ẩn hoặc là thứ phát sau hạn chế tăng trưởng trong tử cung. Những trẻ sơ sinh bị hạn chế tăng trưởng trong tử cung (IURG) do bất kỳ quá trình bệnh lý khác nhau. Ví dụ, những em bé bị dị tật bẩm sinh hoặc bất thường nhiễm sắc thể khác có thể biểu hiện IUGR như một phần của hội chứng thường liên quan đến LBW. Các vấn đề với nhau thai có thể ngăn không cho nó cung cấp đủ oxy và chất dinh dưỡng cho thai nhi. Nhiễm trùng trong thai kỳ ảnh hưởng đến thai nhi, chẳng hạn như rubella, cytomegalovirus, toxoplasmosis và giang mai, cũng có thể ảnh hưởng đến cân nặng của em bé.

### Nhân tố môi trường
Mặc dù người mẹ hút thuốc lá tích cực đã tạo ra kết quả bất lợi khi sinh như LBW, nhưng những bà mẹ hút thuốc trong thai kỳ có khả năng sinh con nhẹ cân cao gấp đôi. Đánh giá về tác động của việc hút thuốc thụ động của người mẹ, còn được gọi là phơi nhiễm thuốc lá môi trường (ETS), đã chứng minh rằng nguy cơ gia tăng của trẻ sơ sinh mắc LBW có nhiều khả năng xảy ra ở những bà mẹ bị phơi nhiễm ETS.
Liên quan đến độc tố môi trường trong thai kỳ, nồng độ chì trong máu tăng cao ở phụ nữ mang thai, ngay cả những người dưới 10 tuổi ug / dL có thể gây sảy thai, sinh non và LBW ở con cái. Với 10 ug/dL là mức độ quan tâm của Trung tâm kiểm soát và phòng ngừa dịch bệnh, nên giá trị giới hạn này thực sự cần phải phát sinh nhiều sự chú ý và triển khai hơn trong tương lai.